# 도인 (작곡가)
도인(영어: Doin,본명: 이경현 1987년 4월 17일 ~ )은 대한민국의 일렉트로니카 작곡가로 앨범 ㅚ가 있으며 펌프 잇 업 FIESTA와 FIESTA EX에 곡을 다수 제공하기도 했다. 디시인사이드 일렉트로니카 갤러리에 자주 드나드는 것으로도 알려져 있다.
펌프 유저중에서는 그가 제2의 이얍이 아니냐고 주장하는 사람들도 있는데 그 이유가 대체적으로 빠른 곡들, 뭔가 심오한 느낌, 어려운 스텝들이라는 공통점이 있기 때문. 심지어 V.A의 정체가 도인이 아니냐고 추측할 정도.
그의 곡들 중 폐가 터질 정도의 고난이도 곡이 많아 초보자들이 증오하기도 한다. 하지만 사실 증오할거면 도인보다는 스텝제작자들을 더 증오해야 할 듯 하다.(풀 모드 못 열면 테프리스밖에 못한다.) 진공이나 클리너는 의도적으로 크레이지/나이트메어 스텝 위주로 나오기는 하지만 이지나 하드를 아예 만들지 못하는 건 아니다.
오덕을 혐오한다고 알려져 있는데 리듬게임이 점점 오덕화하면서 자신이 플레이하는 게임이 오덕이나하는 게임으로 손가락질 받는게 싫어서였다고한다. 하지만 주 활동처였던 리듬게임 갤러리 창설시 유행하던 꾸준 댓글도 "리듬게임과 미소녀는 필수불가결" 이었던걸 생각하면 아이러니. 게다가 리듬게임의 대세는 이미 그쪽이고 대부분의 곡을 제공하는 펌프도 그런 요소가 상당히 많아졌다.

## 앨범 수록곡
- 잣(Pine Nut): Pump it up Fiesta EX에 수록
- 려차(呂差, 참고로 영어 상태로 쓰면 욕이 나온다)
- 혹성탈춤
- Dopehead
- 임의 침묵(Temporary Silence)
- Interference: Pump it up Fiesta ex에 수록
- Trotpris: Pump it up Fiesta ex에 숏 컷 전용으로 수록
- ㅁㄴㅇㄹ(영어로 치면 "asdf"): Pump it up Fiesta EX에 미션존 전용곡으로 수록, 피에스타 EX 1.50패치 이후 아케이드도 출현
- 출근
- 말씀(영문명 Says): Pump it up Fiesta EX에 미션존 전용곡으로 수록
- 진공(영문명 Vacuum): Pump it up Fiesta에 수록
- 테프리스: Pump it up Fiesta에 수록
- 네이팜: Pump it up Fiesta에 수록
- 청소기(영문명 cleaner): Pump it up Fiesta EX에 수록
- Vacuum Cleaner(영문명 Vacuum and 영문명 Cleaner remix): Pump it up Fiesta EX에 수록
- FFF(Flew Far Faster): Pump it up Fiesta 2에 수록
- Leakage Voltage: Pump it up Prime에 수록
- Removable Disk0: Pump it up Prime에 수록
- Further: Pump it up Prime 2에 수록
- Leather(Leakage Voltage and Further remix): Pump it up Prime 2에 수록